# CSS Wilmington
CSS Wilmington был безымянным казематным броненосцем, построенным для флота Конфедерации во время Гражданской войны в Америке. Корабль не имел названия, поэтому историки называют его по названию города, в котором он был построен. «Уилмингтон» все еще строился во время битвы при Уилмингтоне в феврале 1865 года и был сожжён на верфи, чтобы предотвратить его захват войсками Союза после захвата города.

## История
«Уилмингтон» был спроектирован главным военно-морским конструктором Джоном Л. Портером в качестве замены прогнившего броненосца CSS North Carolina и потерпевшего крушение броненосца CSS Raleigh для обороны реки Кейп-Фир в Северной Каролине в 1864 году. В отличие от этих кораблей, «Уилмингтон», вероятно, был спроектирован для навязывания боев кораблям блокады Союза, поскольку его изящные линии и мощная двигательная установка предполагают большее, чем оборонительную роль.
Корабль имел длину корпуса 223 фута 4 дюйма (68,1 м), ширину 41 фут (12,5 м) и осадку 9 футов 6 дюймов (2,9 м). Данные о тоннаже или водоизмещении отсутствуют, поскольку «Уилмингтон» был уничтожен до спуска на воду. Корабль был оснащен двумя небольшими рулевыми рубками, по одной в носовой и кормовой частях казематов, которые имели форму усеченных пирамид.
Судно приводилось в движение парой горизонтальных одноцилиндровых паровых двигателей прямого действия высокого давления, которые имели диаметр 28 дюймов (710 мм) и ход 24 дюйма (610 мм). Каждый двигатель приводил в движение 8-футовый (2,4 м) пропеллер с помощью 4-футовых 6-дюймовых (1,4 м) и 3-футовых (0,9 м) передач, используя пар, вырабатываемый четырьмя трубчатыми котлами. Пропеллеры были соединены валом холостого хода, который не позволял им вращаться с разной скоростью, что значительно снизило бы маневренность судна. Все двигательное оборудование было построено на заводе Columbus Naval Iron Works в Колумбусе, штат Джорджия, но не было доставлено.
Главная батарея корабля состояла из двух орудий неизвестного типа на поворотных установках, каждое из которых размещалось в небольшом восьмиугольном каземате. В каждом каземате было семь орудийных портов. Толщина кованой брони Уилмингтона неизвестна.
«Уилмингтон» все еще находился на стапелях, когда Союз захватил город 22 февраля 1865 года. Он была сожжена отступающими войсками Конфедерации, чтобы предотвратить его захват.